# Nick Woodman
Nicholas D. Woodman (Menlo Park (Califòrnia), 24 de juny de 1975) és un empresari estatunidenc fundador i director general de GoPro.

## Vida i educació
Woodman és el fill de Concepcion i Dean Woodman. El seu pare va néixer en una família Quaker i va fundar el banc d'inversió Robertson Stephens; i la seva mare és d'ascendència hispànica i es va casar amb Irwin Federman, soci general de U.S. Venture Partners en 1992. Woodman va créixer a Menlo Park, Califòrnia i Atherton, a Califòrnia, i va assistir a l'escola Menlo, on es va graduar el 1993. Es va llicenciar en arts visuals i en escriptura creativa per la Universitat de Califòrnia, San Diego el 1997.
Després de l'escola, Woodman va fundar dues "startups". El primer va ser un lloc web anomenat EmpowerAll.com, que va intentar vendre productes electrònics per no més d'un marcat de $ 2, i el segon va ser Funbug, una plataforma de jocs i màrqueting que oferia als usuaris la possibilitat de guanyar premis en efectiu. Nick va rebre una inversió de 235.000 dòlars del seu pare, un banquer d'inversió a Silicon Valley, i va utilitzar les connexions dels seus pares en capital de risc per llançar GoPro.

## Carrera
Mentre s'apropava a Austràlia i Indonèsia, en un viatge de surf, va usar una càmera de 35 mm adossada a la palma de la mà per una banda de goma per intentar capturar les seves activitats de surf a la pel·lícula. En veure que els fotògrafs aficionats com ell, que volien capturar fotos d'acció de qualitat de les seves activitats, tenien dificultats perquè ja no podien acostar-se a l'acció o no podien adquirir equips de qualitat a preus assequibles, el seu viatge es va convertir en la seva inspiració per trobar GoPro. La seva solució era desenvolupar un cinturó que connectés la càmera al cos. Per finançar el negoci, Woodman va demanar prestat 200.000 dòlars del seu pare, que encara tenia una participació del 6,4% el maig de 2014. Nick també va manllevar 35,000$ i una màquina de costura de la seva mare, el qual va utilitzar per cosir càmera straps mentre experimenting amb dissenys primerencs. Nick i la seva futura esposa Jill van generar $ 10,000 addicionals venent collarets de petxines que van comprar a Bali (per 1,90$) del seu cotxe al llarg de la costa de Califòrnia (per 60$). El seu desig d'un sistema de càmera que pogués capturar imatges de prop va inspirar el nom de 'GoPro'.
El primer producte de GoPro va ser una càmera cinematogràfica de 35 mm desenvolupada per una empresa xinesa anomenada Hotax que incorporava la corretja de polsera personalitzada de Woodman, modificacions lleus a l'habitatge i el logotip de GoPro. Hotax va vendre a Woodman la càmera rebranded per 3.05 $ i les càmeres comercialitzades per uns 30 $. Woodman anava a vendre els seus productes mentre utilitzava el seu Autobús Volkswagen de 1971 que va anomenar 'The Buscuit' com a casa mòbil. El producte s'ha convertit en una càmera digital compacta que suporta el sistema WiFi. Pot ser controlada remotament, disposa d'una carcassa impermeable i registres a una targeta micro SD.
El 2004, Woodman va fer la seva primera gran venda quan una companyia japonesa va ordenar 100 càmeres en un espectacle esportiu. A partir de llavors, les vendes es van duplicar cada any, i el 2012, GoPro va vendre 2,3 milions de càmeres.
. El 2005, Woodman va aparèixer en QVC per vendre el seu GoPro Hero. El 2004, GoPro tenia al voltant de 150,000 $ en ingressos que van arribar als prop de 350,000 $ el 2005. Al desembre de 2012, el fabricant de contractes taiwanès, Foxconn, va comprar el 8,88% de l'empresa per 200 milions de dòlars, el qual va fixar el valor de mercat de la companyia en 2,25 milions de dòlars fabricant Woodman, qui Posseïa la majoria de les accions, un multimilionari. El 26 de juny de 2014, GoPro es va fer públic, tancant per dia 31,34 dòlars per acció. El 2014, Woodman va ser el màxim executiu pagat dels EUA, pagant-se 235 milions de dòlars mentre que GoPro va obtenir beneficis de 128 milions de dòlars.
El 2015, GoPro va formar una associació amb la NHL en què la NHL usaria productes de GoPro per millorar l'experiència de visualització dels fans. Woodman ha estat convidat a parlar en diverses conferències tecnològiques i, a l'octubre de 2015, Woodman va ser convidat al Late Show amb Stephen Colbert i va usar una càmera GoPro durant tota l'entrevista. Woodman va aparèixer com un inversor de tauró a la sisena temporada de l'espectacle Shark Tank. Woodman ha invertit 125.000 dòlars a partir de novembre de 2015 en Shark Tank en dues inversions
GoPro va realitzar una sèrie de retallades laborals en 2016-2018. El gener de 2016, va retallar 100 llocs de treball, és a dir el 7% de la seva plantilla. Al novembre de 2016, GoPro va reduir un 15% addicional de la seva plantilla després d'intentar separar-se més enllà del seu negoci bàsic d'actuacions, ja que la divisió d'entreteniment no va aconseguir rendibilitat. Acomiadaments addicionals seguits al març de 2017. El gener de 2018, GoPro va anunciar que estaven eliminant els drones de la seva línia de productes i que reduïa la plantilla de 1.254 empleats a menys de 1.000. Woodman ha anunciat que està obert a vendre GoPro.
Al desembre de 2016, es va anunciar una demanda d'acció de classe contra GoPro. La denúncia al·legava que GoPro va fer declaracions falses i enganyoses als inversors i / o no va revelar defectes als avions de la companyia, va exagerar la demanda dels clients i les declaracions públiques de GoPro van ser materialment falses i enganyoses.
Amb els nombrosos canvis en GoPro, incloent nombrosos retalls de treball i preus de les accions, Woodman va ser nomenat en un article de Fox Business com un dels pitjors CEOs de l'any.

## Premis
Woodman va guanyar el premi nacional "Ernst & Young Entrepreneur of the Year" en la categoria de productes minoristes i de consum en 2013. El 2014, Woodman va acceptar un premi Emmy en representació de GoPro per a la tecnologia i l'enginyeria en la categoria de càmeres de vídeo barates de mida petita barata.

## Filantropia
Després d'una exitosa sortida a borsa, la parella va donar 5,8 milions d'accions de GoPro a la fundació Jill + Nicholas Woodman, un fons que van crear a la Fundació Comunitat Silicon Valley el 2014. Aquesta donació va permetre a Nick Woodman reduir els seus ingressos tributaris en aproximadament 450 milions de dòlars i evitar els impostos sobre la plusvàlua sobre la venda de l'estoc. De 2014 a 2018, el valor de l'estoc de GoPro donat es va reduir de 500 a 36.1 milions de $. Woodman no ha anunciat quan ni quant de l'estoc original es va vendre la fundació. Woodman va ser un dels majors donants de la indústria tecnològica el 2014; no obstant això, va enuigar als inversors perquè la donació va evitar el típic període d'espera de 180 dies després d'una sortida a borsa. La reacció pública a la donació qüestionable va fer que GoPro perdés prop de $ 1,3 mil milions en capitalització de mercat. Woodman no ha anunciat quant s'hagi distribuït, si s'escau, la donació a causes benèfiques, ni ha anunciat la intenció de la fundació.
En març de 2014, Woodman era honrat el seu treball filantròpic amb la seva cinquena gala anual a San Francisco.

## Vida personal
Woodman es va casar amb Jill R. Scully. Van tenir tres nens junts, i viuen en Woodside, Califòrnia. Woodman és conegut com el "multimilionari boig" a causa del seu comportament poc convencional i excentricitats. Woodman és un fort creient en seguir les passions com a camí cap a l'èxit.